# فيكتور أولوا
فيكتور أولوا (بالإسبانية: Víctor Ulloa)‏ هو مدرب كرة قدم ولاعب كرة قدم بيروفي في مركز حراسة المرمى، ولد في 15 مارس 1991 في ليما في بيرو. لعب مع نادي سبورتينغ كريستال.